# Trigonotylus caelestialium
Trigonotylus caelestialium је врста инсекта из рода Trigonotylus.

## Опис
Врсте из рода Trigonotylus имају издужено тело светлозелене до жуте боје, имају уздужну бразду између очију и гладак пронотум.
Trigonotylus caelestialium има антене црвене боје са белим лонгитудиналним пругама. Први антенални сегмент, који није дужи од главе, носи кратке длаке. Просечна дужина тела мужјака износи од 4,8 до 5,3 милиметра, а женке су нешто крупније- од 5,3 до 6,3 милиметра.
Одрасли инсекти се срећу од јуна до септембра, а презимљавају у стадијуму јајета. Најчешће се развијају две генерације годишње.

## Станиште
Насељава травната станишта и храни се на различитим врстама трава.

## Распрострањење
Врста насељава земље Европе (Аустрију, Белорусију, Белгију, Босну и Херцеговину, Бугарску, Велику Британију, Чешку Републику, континентални део Данске и Шпаније, источни, северни и северо западни европски део Русије, Финску, континентални део Француске, Немачку, Мађарску, Литванију, Македонију, Румунију, Словачку, Словенију, Србију, итд.)

## Синоними
- Kirkaldy, 1902